# Până la stele (cântec)
Până la stele este cel de-al doilea single extras de pe albumul Te ador, al interpretei de origine română, Elena Gheorghe. Videoclipul filmat pentru acest cântec a fost frecvent difuzat de canalele de televiziune, iar discul single nu a reușit să se claseze remarcabil în clasamentele de specialitate din România.